# Samugheo
Samugheo è un comune italiano di 2 651 abitanti della provincia di Oristano in Sardegna.
Il comune, che si caratterizza sia per le tradizioni che ancora la sua gente conserva (come il carnevale, la lavorazione del pane, o la produzione vitivinicola) che per gli importanti reperti archeologici, è posto a 370 metri sul livello del mare, nella regione storica della Barbagia del Mandrolisai (conosciuta anche col nome di Barbagia d'Olisay, o Mandr-e-Olisay), in una zona chiamata Brabayanna (porta della Barbagia, quanto a testimoniare l'inizio della sub-regione barbaricina proprio nel territorio samughese, per poi terminare, delineando i confini di quest'ultima a nord nei territori dell'antica Barbagia di Bitti).
Il territorio di Samugheo, che si estende per 81,27 km², confina a nord con Busachi, Ortueri e Sorgono, ad ovest con Allai e Ruinas, a sud con Asuni, ad est con Atzara, Meana Sardo e Laconi. Raggiunge l'altezza massima di 650m

## Geografia fisica

### Territorio
Il paese è situato nella subregione del Mandrolisai, caratterizzata da monti solitari e selvaggi e da una successione di gole, dirupi e imponenti pareti rocciose.
Il territorio si presenta ricco di fresche sorgenti che lo rendono estremamente fertile e rigoglioso. Boschi di querce, uliveti, vigneti e ampie distese lasciate a pascolo caratterizzano le colline circostanti, dove si muove una ricca fauna costituita da cinghiali, volpi, lepri e conigli.
Samugheo offre molto anche dal punto di vista paesaggistico: il suo territorio è infatti ammantato da una vegetazione folta e ricca che incornicia numerose grotte, meta ideale per gli amanti di speleologia. Tra le tante grotte possiamo ricordare quella di Sa conca 'e su Cuaddu nella valle del Riu Settilighe, la grotta dell'Aquila sul monte de Sa Pala de is Fais (qui vi si accede solo calandosi dall'alto per circa 25 m con funi e scalette) e quelle vicine al castello di Medusa, come il suggestivo buco della chiave con la caratteristica forma a clessidra.

## Origini del nome
Secondo la teoria più accreditata il toponimo di Samugheo deriverebbe dall'antica chiesa di San Michele, in catalano chiamata Sant Miquel e in castigliano San Miguel, nome che poi corrotto sarebbe diventato quello attuale.

## Storia
Il territorio fu certamente popolato fin dal neolitico, come testimoniano le domus de janas che lo costellano. L'area fu occupata prima dai Punici e poi dai Romani.
All'epoca bizantina risale il Castello di Medusa, a circa otto chilometri dal paese, utilizzato fino al XIV secolo.
Durante il medioevo Samugheo appartenne al Giudicato d'Arborea, e fece parte della curatoria del Mandrolisai. Alla caduta del giudicato (1420) entrò a far parte del Marchesato di Oristano, e alla definitiva sconfitta degli arborensi (1478) passò sotto il dominio aragonese. La villa, incorporata nell'Incontrada del Mandrolisai, ottenne nel 1507 di essere governata, insieme a tutto il territorio al quale apparteneva, da un signore scelto tra i nativi dell'Incontrada mediante elezione: il re d'Aragona doveva scegliere il funzionario (oficial) da una terna presentata annualmente dagli abitanti locali.
Nel 1711 fu annessa alla contea di San Martino, feudo dei Valentino, ai quali fu riscattata nel 1839 con la soppressione del sistema feudale.

### Simboli
Lo stemma e il gonfalone del comune di Samugheo sono stati concessi con decreto del presidente della Repubblica del 4 marzo 2002.
Il gonfalone è un drappo partito di rosso e di bianco.

## Monumenti e luoghi d'interesse

### Architetture religiose

#### Chiesa di San Basilio

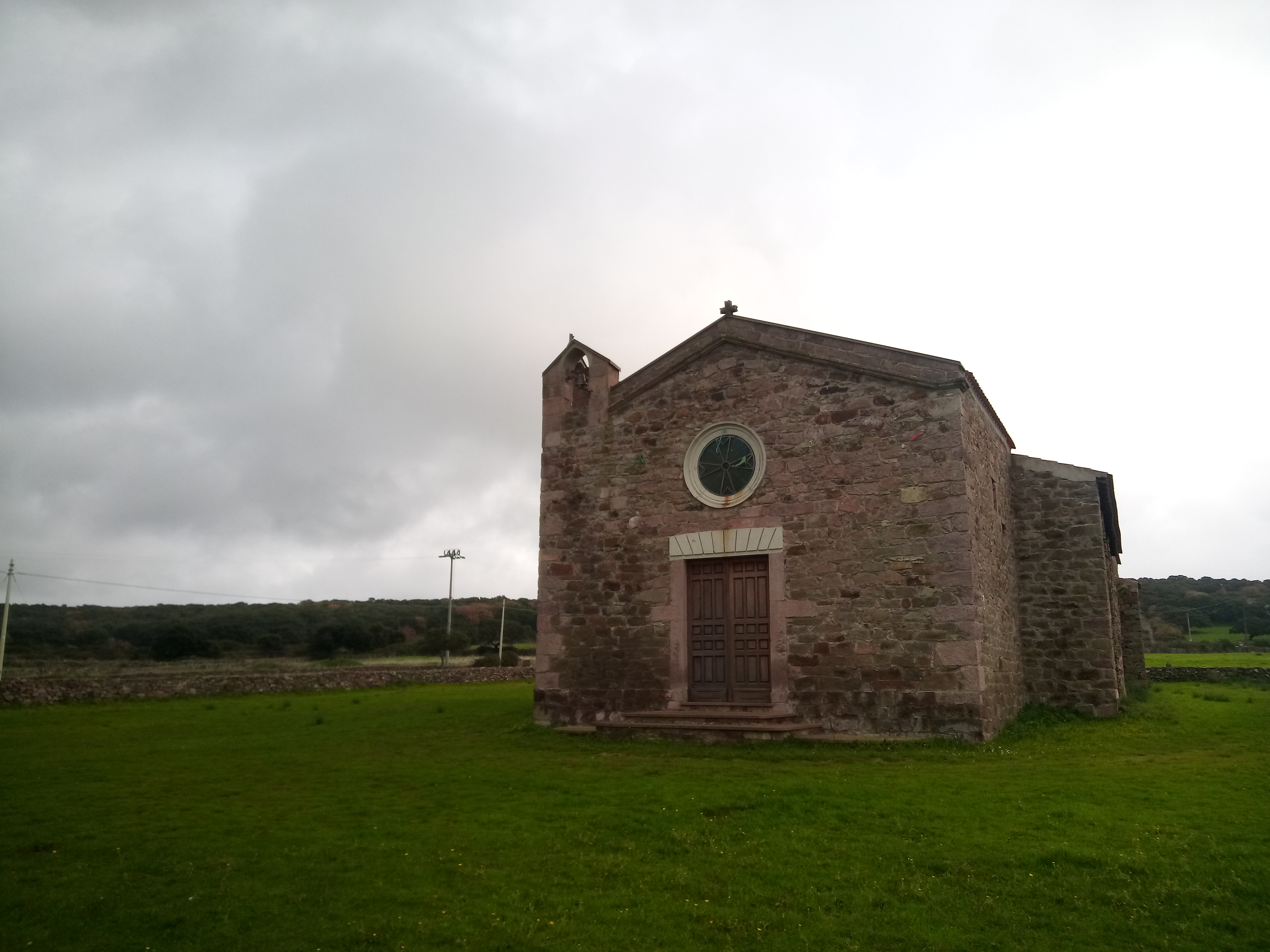
La chiesa di San Basilio

La chiesa ha una pianta rettangolare e un'unica navata sorretta da archi con contrafforti visibili dall'esterno.
La chiesa è stata costruita come scioglimento di un voto fatto dagli abitanti verso San Basilio. Gli abitanti promisero al santo la costruzione di una chiesa a lui dedicata in cambio di un suo intervento per placare l'epidemia di peste che versava in quegli anni. La sua costruzione è terminata nel 1597.
Nel 1780 furono realizzati gli altari situati nelle due cappelle laterali dedicati rispettivamente a San Costantino e Sant'Isidoro.
Nel 1878 fu aggiunto un campanile con archi a sesto acuto, venne ricostruita la facciata principale, fu aperto un rosone circolare e venne allargata la navata di circa 7 metri.

### Siti archeologici

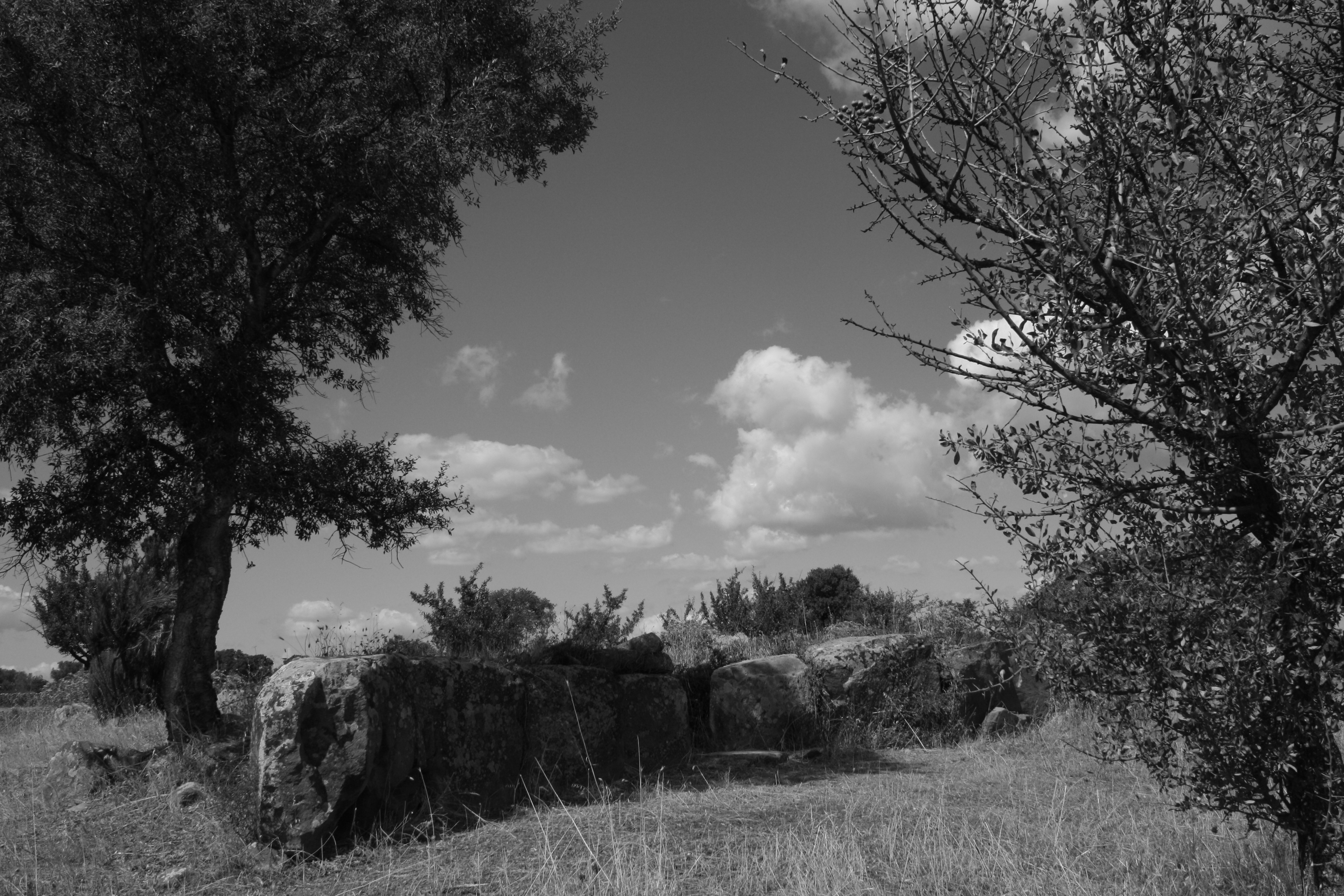
Tomba dei Giganti di Paule Luturru

Nel territorio di Samugheo si trovano vari reperti e siti archeologici. Tra questi da citare il castello di Medusa, la cui storia è avvolta nella leggenda: esso sorge a picco sulla gola formata dal Riu Araxixi ed è interamente scavato nel marmo. Fu costruito in epoca bizantina su un preesistente impianto tardo-romano del III -IV secolo con funzione di controllo del territorio e di protezione dai barbaricini, che spesso penetravano nelle terre della Marmilla per saccheggiarne i villaggi. Oggi la visita è resa difficoltosa dalla vegetazione troppo fitta e lussureggiante. Secondo la leggenda il castello ospiterebbe ancora il fantasma della fantomatica regina Medusa.

## Società

### Evoluzione demografica
Abitanti censiti

## Cultura

### Dialetto
La variante del sardo parlata a Samugheo è riconducibile alla Limba de mesania.

### Carnevale
Le maschere tipiche del carnevale samughese sono i cosiddetti mamutzones, riscoperte e portate alla luce all'inizio degli anni ottanta.
Il costume è composto da una mastrucca di pelle di capra nera (bianca per il capogruppo), campane in bronzo e campanacci (campaneddas e trinittos), scarponi artigianali, (cosìngios), pantaloni in velluto nero, stretti da gambales in pelle nera, e il tipico copricapo su casiddu. Di sughero, sormontato da autentiche corna caprine e rivestite in pelle di questo animale, su casiddu è un simbolo di fertilità e abbondanza, rimandando sia al moju, recipiente che contiene il miele, il latte e misura il grano e i cereali, sia ai riti dionisiaci.
Durante la sfilata il gruppo utilizza la propria danza cadenzata dal frastuono dei campanacci percorrendo le vie del paese; di tanto in tanto il gruppo, sempre con stesso passo e stessa ritmica, esegue il "cerchio": creando un'unica fila circolare, nel cui centro è posto il capogruppo, i membri a turno tolgono su casiddu per poi riporlo nel centro.

### Minchilleo
La maschera di Minchilleo (sa mascàra de Minchillèo) è una delle tante figure del carnevale samughese. È composta da due personaggi principali: Minchilleo e "Is fiudas", ovvero le vedove (dette comunemente mammais, anziane). La figura di Minchilleo veste una tonaca bianca, la mitra papale e un campanaccio appeso alla vita. Siede sopra un carretto trainato da un asino ove è disposta una botte contenente vino. Le anziane vestono pantaloni in velluto o fustagno coperti da una gonna nera, s'isciallu (la mantellina tipica delle anziane) e su muncadore (un fazzoletto adibito alla testa che viene legato sotto al mento) e i caratteristici cosingios (scarpe in pelle fatte a mano); ambedue le figure tingono il proprio volto con su tzintzieddu (sughero bruciato). Durante la sfilata le vedove proseguono in una processione disordinata dietro al carretto, venerando Minchilleo, cantando salmi e poesie di fantasia (che alludono al vino) e offrendo vino ai passanti. Questa maschera rappresenta ironicamente la fede che le bigotte ripongono nella chiesa.

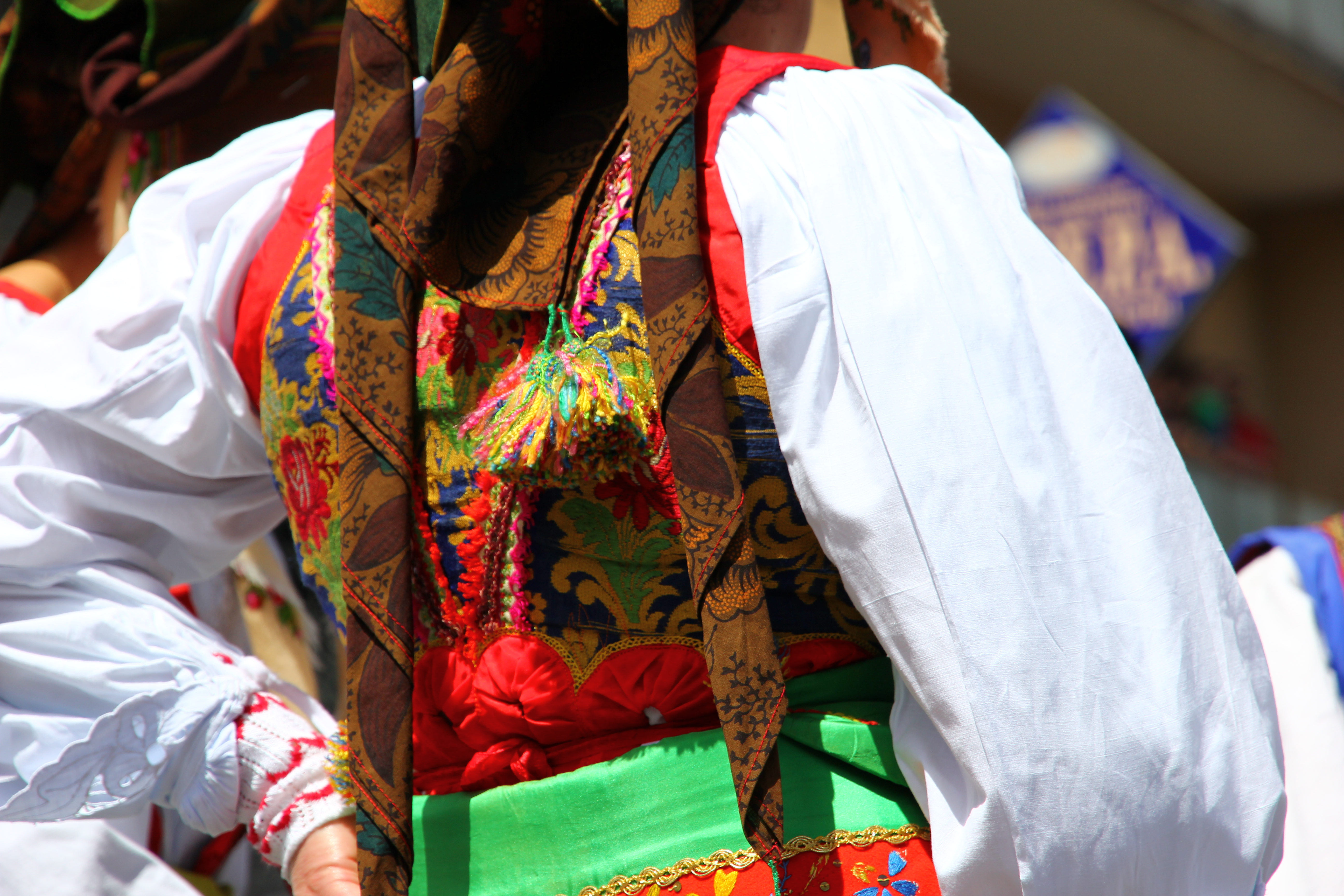
Particolare del costume tradizionale di Samugheo

### Feste ed eventi tradizionali
Ogni anno nel mese di agosto si svolge Tessingiu Mostra dell'artigianato sardo, arrivata nel 2013 alla 46ª edizione, con l'esposizione e la vendita dei tappeti, uno dei tratti più caratteristici e inconfondibili, radicati nella tradizione manifatturiera e artistica del paese. Ma la festività più celebre è sicuramente "A Maimone" il carnevale antico samughese, una rassegna delle maschere di tutta la Barbagia e non, che ogni anno intrattiene migliaia di persone da tutta la Sardegna, con esposizioni riguardanti l'artigianato paesano, il tutto accompagnato dal ottimo vino proveniente dai vigneti del paese del Mandrolisai.

### Musei
- Museo unico regionale dell'arte tessile sarda (MURATS)

## Amministrazione
| Periodo         | Periodo         | Primo cittadino     | Partito                                 | Carica  | Note   |
| --------------- | --------------- | ------------------- | --------------------------------------- | ------- | ------ |
| 23 aprile 1995  | 16 aprile 2000  | Gerolamo Carlo Mura | centro                                  | sindaco | [ 15 ] |
| 16 aprile 2000  | 9 maggio 2005   | Graziano Sulis      | Solid. Progresso                        | sindaco | [ 16 ] |
| 9 maggio 2005   | 31 maggio 2010  | Emanuele Sanna      | L'Unione                                | sindaco | [ 17 ] |
| 31 maggio 2010  | 31 maggio 2015  | Antonello Demelas   | lista civica "Samugheo per cambiare"    | sindaco | [ 18 ] |
| 31 maggio 2015  | 26 ottobre 2020 | Antonello Demelas   | lista civica "Samugheo per Cambiare"    | sindaco |        |
| 26 ottobre 2020 | in carica       | Basilio Patta       | lista civica "Samugheo Progetto Aperto" | sindaco |        |

### Gemellaggi
Samugheo è gemellata con:
- Tricarico, dal 2011[19]

## Sport

### Calcio
La principale squadra di calcio è l'U.S. Samugheo che milita nel girone B sardo del campionato di Prima Categoria.